# ابوقريب (مقاطعة دهلران)
ابوقريب (بالفارسية: ابوقریب) هي قرية تقع في قسم دشت عباس الريفي (مقاطعة دهلران) في إيران. يقدر عدد سكانها بـ 171 نسمة .